# ためこう
ためこうは、日本の漫画家・イラストレーター。作品に「ジェンダーレス男子に愛されています。」など。

## 主な作品
- 「ジェンダーレス男子に愛されています。」
- 「泥中の蓮」
- 「カッコウの夢」
- 「僕のセックススター」
- 「なつめくんはなんでもしってる」
- 「恋するサノバビッチ」
- 「てぶくろ」
- 「君で満ちる空の器」
- 「ララの結婚」